# Nagnesna
Nagnesna est une commune rurale située dans le département de Toécé de la province du Bazèga dans la région du Centre-Sud au Burkina Faso.

## Géographie
Nagnesna est situé à 10 km à l'ouest de Toécé et de la route nationale 5.

## Santé et éducation
Nagnesna accueille un centre de santé et de promotion sociale (CSPS).